# Der Tod vor dem Sterben
Der Tod vor dem Sterben ist ein deutscher Fernsehfilm zum Thema inhumane Lebensverlängerung und Euthanasie, welcher vom Sender Freies Berlin (SFB) produziert wurde. Seine Erstausstrahlung fand am 9. September 1975 in der ARD statt.

## Handlung
Der Hauptstrang der Handlung befasst sich mit dem Schicksal einer jungen Studentin und ihren Eltern. Der Vater holt seine Tochter, die gerade mit dem Studium fertig geworden ist und eine Stelle gefunden hat, mit dem Pkw vom Flughafen Berlin-Tegel ab. Beide sind freudig und aufgeregt. Auf der Fahrt nach Hause verursacht der Vater aus Unachtsamkeit einen Unfall. Der Wagen schiebt sich unter die Achse eines entgegenkommenden Lkw und wird eingeklemmt. Der Vater kommt im Wesentlichen unverletzt aus dem Pkw, während die Tochter schwer verletzt ist und aus dem Pkw geschnitten werden muss. Die Bergung der Tochter dauert einige Zeit an, bis sie mit schweren Kopfverletzungen ins Krankenhaus kommt und dort operiert wird. Anschließend liegt sie im Koma. Es zeigt sich, dass das Gehirn der Tochter schwer geschädigt ist und sie unter einem apallischen Syndrom leidet. Die Eltern können sich nur schwer mit der Endgültigkeit dieser Situation abfinden.
Im Ärzte-Kollegium wird über solche Fälle häufig diskutiert. Es gibt kontroverse Meinungen über den Umgang mit solchen aussichtslosen Fällen und die Frage wird aufgeworfen, ob unter welchen Umständen und wie lange lebenserhaltende Maßnahmen durchzuführen sind. Auch die Frage der Zulässigkeit oder gar moralischen Verpflichtungen zu lebensverkürzenden Maßnahmen wird aufgeworfen.
In den Nebenhandlungssträngen werden die Schicksale einiger anderer ebenfalls schwer kranken Patienten im Krankenhaus durchleuchtet. Auch hier geht es um die Frage, wann soll und darf das Leben noch verlängert werden.

## Produktion
Die Dreharbeiten fanden unter anderem in der Polizeiinspektion Wilmersdorf sowie im Klinikum Charlottenberg der Freien Universität Berlin statt. Die Berliner Feuerwehr stellte Einsatzfahrzeuge zur Verfügung. Medizinisch beraten wurde die Produktion von Thomas Grumme und Wolfgang Kluge.

## Rezeption
In einer Ausgabe der Hörzu aus dem Jahr 1975 wurden folgende Leserbriefe veröffentlicht:

„Endlich hat jemand dieses heiße Eisen angepackt. Leben heißt leben und nicht vegetieren. Für humane Sterbehilfe muß gekämpft werden.“

„Beeindruckend, wie die gegensätzlichen Meinungen der Ärzte beim Problem ‚Leben verlängern um jeden Preis oder Sterbehilfe‘ aufeinanderprallten, aber niemand eine der beiden Möglichkeiten als die allein richtige bezeichnete.“

„Erschütternd die Leiden todkranker Menschen. Die Gnade, die man einem verunglückten Rennpferd, einem schwerkranken Hund gewährt, sollte man einem unheilbar Kranken auf seinen Wunsch hin nicht verweigern.“

Des Weiteren erhielt der Film 1976 den Film- und Fernsehpreis des Hartmannbundes sowie die IRK-Silberplakette 1977.